# Joseph Dupoy de Guitard
Joseph Dupoy de Guitard est un homme politique français, né le 10 novembre 1762 à Tartas (Landes) et mort dans la même commune le 23 mai 1829.

## Biographie
Accusateur public près le tribunal criminel des Landes, il est ensuite président du tribunal civil de Dax. Il est élu député des Landes au Conseil des Cinq-Cents le 22 germinal an V. Favorable au coup d'État du 18 Brumaire, il siège au corps législatif jusqu'en 1803. Il redevient ensuite président du tribunal de Dax jusqu'à sa retraite.

## Sources
- « Joseph Dupoy de Guitard », dans Adolphe Robert et Gaston Cougny, Dictionnaire des parlementaires français, Edgar Bourloton, 1889-1891 [détail de l’édition]